# William Ross Ashby
William Ross Ashby (6. září 1903 Londýn – 15. listopad 1972) byl britský průkopník kybernetiky a teorie systémů.
Proslavil se definicí "Law of Requisite Variety", knihami Design for a Brain (1952), An Introduction to Cybernetics (1956), a konstrukcí homeostatu. Jméno William nikdy nepoužíval a všeobecně je znám jako Ross Ashby.